# Onderzoekscomité ter voorbereiding op de Indonesische onafhankelijkheid
Het onderzoekscomité ter voorbereiding op de onafhankelijkheid (Indonesisch: Badan Penyelidik Usaha-usaha Persiapan Kemerdekaan, BPUPK; Japans: 独立準備調査会) of onderzoekscomité ter voorbereiding op de Indonesische onafhankelijkheid (Indonesisch: Badan Penyelidik Usaha-usaha Persiapan Kemerdekaan Indonesia, BPUPKI) was een organisatie die in maart 1945 door het Japanse militaire gezag werd opgezet tijdens de Japanse bezetting van Nederlands-Indië om de onafhankelijkheid van Indonesië voor te bereiden.
De BPUPK werd aangekondigd door het Japans Keizerlijk Leger op 1 maart 1945 met als doel om te werken aan de voorbereiding van de onafhankelijkheid, in eerste instantie specifiek voor Java. Het idee was in eerst instantie dat het comité 36 leden zou hebben, waaronder 30 Indonesiërs van verschillende etnische groepen, drie vertegenwoordigers van de Japanners, en één vertegenwoordiger elk van de Chinese Indonesiërs, Arabieren en Indische Nederlanders. Uiteindelijk ging dit plan niet door en vervolgens zou het comité 67 leden hebben waaronder 59 Indonesiërs en 8 Japanners, waarbij de Japanners geen stemrecht hadden.

## Leden
De voorzitter van de BPUPK was Radjiman Wediodiningrat. Vicevoorzitters waren Soeroso en de Japanner Ichibangase Yoshio, terwijl Abdoel Gafar Pringgodigdo en de Japanner Ichibangase Yoshio secretaris waren. Deze laatste sprak geen Indonesisch. Vooraanstaande leden van het comité waren Soekarno, Mohammed Hatta, Agus Salim, Samsi Sastrawidagda, Soekiman Wirjosandjojo, Abdul Halim Majalengka, Ki Hadjar Dewantara, Alexander Andries Maramis, Achmad Soebardjo, Ki Bagus Hadikusumo, Masjkur, Abdoel Kahar Moezakir, Abdurrahman Baswedan, Kusumah Atmaja, Wahid Hasjim, Mas Mansoer, Mohammad Yamin, Soepomo, Soesanto Tirtoprodjo en Oto Iskandar di Nata. De enige twee vrouwelijke leden van de BPUPK waren Siti Sukaptinah Sunarjo Mangunpuspito en Maria Ullfah Santoso. Veel comitéleden zouden later in het onafhankelijke Indonesië hoge functies zoals minister bekleden, en ook zijn velen van hen nu nationale held van Indonesië.

## Bijeenkomsten
De BPUPK kwam twee maal plenair bijeen. De eerste sessie was van 29 mei tot 1 juni 1945, en tijdens deze sessie werden er vooral toespraken gehouden over de ideologie die het onafhankelijke Indonesië zou moeten hebben, en wat de rol van de Islam daarin zou zijn. Op de laatste dag van de bijeenkomst hield Soekarno zijn beroemde toespraak "de geboorte van de Pancasila" waarin hij de vijf ideologische principes als grondslag van de Indonesische staat introduceerde.
Aan het einde van de eerste sessie werd besloten dat de leden terug zouden gaan naar hun eigen regio's om daar de meningen van de bevolking te onderzoeken. Ondertussen werd er een kleiner comité, het "Comité van Negen" (Panitia Sembilan), opgericht om te komen tot een document waarin de ideologie van Indonesië zou worden vastgelegd die zowel geaccepteerd kon worden door seculiere nationalisten als door islamisten. Het Comité van Negen werd geleid door Soekarno. De rest van de seculiere nationalisten waren Mohammed Hatta, Alexander Andries Maramis, Achmad Soebardjo en Mohammad Yamin. De islamitische nationalisten in het comité waren Abikoesno Tjokrosoejoso, Abdoel Kahar Moezakir, Agus Salim en Wahid Hasjim. Het resultaat van het Comité van Negen was de formulering van een document genaamd Handvest van Jakarta (Piagam Jakarta). Dit Handvest was grotendeels gebaseerd op de vijf principes van de Pancasila van 1 juni, met als grootste verschil dat de zin "met de verplichting, voor de volgers van islam, hun religieuze verplichtingen uit te voeren" was toegevoegd.
De tweede sessie van de volledige BPUPK vond plaats van 10 tot 17 juli 1945. Tijdens de sessie werd gediscussieerd over de Indonesische Grondwet en werd besloten dat: dat Indonesië een republiek zou moeten worden; dat Indonesië zou bestaan uit geheel Nederlands-Indië met toevoeging van Malaya, Noord-Borneo (Sabah, Sarawak en Brunei), Nederlands-Nieuw-Guinea en Portugees-Timor; dat het land een eenheidsstaat zou zijn; dat Sang Merah Putih de vlag zou zijn en dat het Indonesisch de nationale taal zou zijn.
Op 7 augustus 1945, de dag na de atoombom op Hiroshima, werd de BPUPK opgeheven omdat het voorbereidingswerk als voltooid werd gezien. Een nieuw comité, namelijk het Voorbereidend Comité voor de Indonesische Onafhankelijkheid (Panitia Persiapan Kemerdekaan Indonesia, PPKI), ging vervolgens verder met de voorbereidingen.